# 10 januari
10 januari is de 10de dag van het jaar in de gregoriaanse kalender. Hierna volgen nog 355 dagen (356 dagen in een schrikkeljaar) tot het einde van het jaar.

## Gebeurtenissen
- Algemeen
  - 69 - Keizer Galba adopteert Lucius Calpurnius Piso Licinianus als toekomstige troonopvolger en benoemt hem tot onderkeizer.
  - 402 - Keizer Arcadius benoemt zijn eenjarige zoon Theodosius II tot Augustus en troonopvolger van het Oost-Romeinse Rijk.
  - 1950 - De Katholieke Arbeidersbeweging viert op feestelijke wijze haar 25-jarig bestaan.
  - 1967 - Prinses Margriet en Pieter van Vollenhoven treden in het huwelijk.
  - 1971 - Kasteel Nederhorst brandt geheel uit.
  - 1991 - De van oorsprong maoïstische guerrillabeweging EPL in Colombia bereikt een voorlopig vredesakkoord met de regering. Volgens het akkoord zal het Volksbevrijdingsleger op 1 maart de wapens neerleggen.
  - 2024 - Strijders van Al-Shabaab doden een persoon en nemen vijf personen gevangen nadat een helikopter van de Verenigde Naties een noodlanding moest maken bij Xindheere (Somalië). Een zevende passagier bleef ongedeerd. Al-Shabaab heeft de verantwoordelijkheid voor de aanval niet opgeëist.[1]
  - 2024 - Het Openbaar Ministerie van Suriname schrijft aan de veroordeelden in het 8 december strafproces, waaronder ook Desi Bouterse, dat zij zich op 12 januari 2024 dienen te melden bij een aangeduide penitentiaire inrichting ter zake het uitvoeren van het aan hen opgelegde vonnis in het proces.[2]

- Infrastructuur

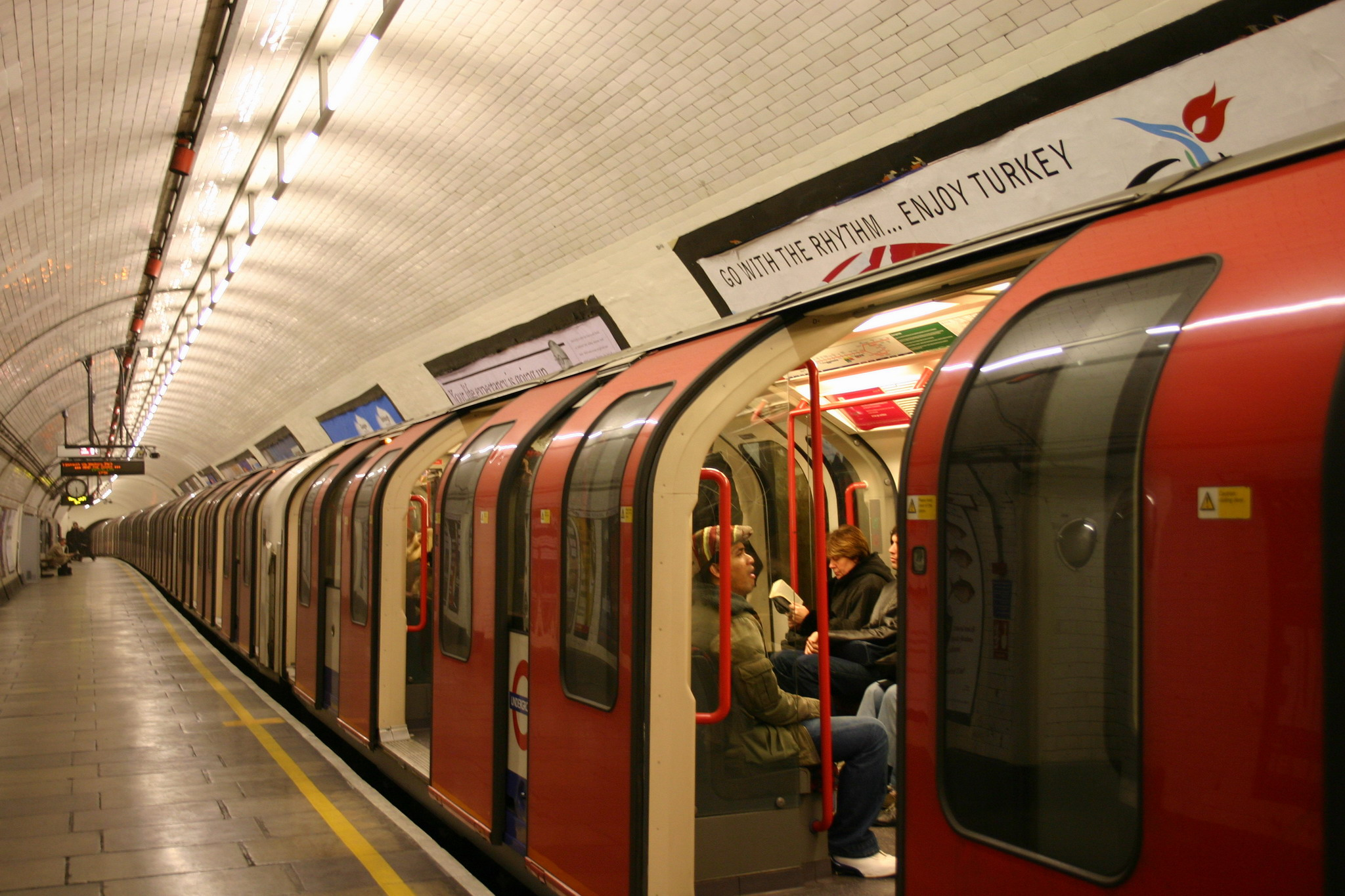
De Londense metro

  - 1863 - De metro van Londen maakt haar eerste rit. Het is de eerste ondergrondse ter wereld.
  - 2021 - Voor de kust van Java zijn lichaamsdelen en brokstukken gevonden van een oude Boeing 737-500. Het toestel met 50 passagiers en twaalf bemanningsleden raakte kort na het opstijgen in Jakarta vermist.

- Media
  - 1978 - Een nachtelijke puzzeltocht per auto, georganiseerd door VPRO-radiomaker Willem de Ridder, eindigt in chaos als er 3000 deelnemers blijken te zijn in plaats van het verwachte handjevol.
  - 1991 - Fotograaf Wubbo de Jong van Het Parool wint de Zilveren Camera 1990. NRC Handelsblad-fotograaf Rien Zilvold wordt uitgeroepen tot fotojournalist van het jaar 1990.
  - 2001 - Larry Sanger stelt voor een wiki te gebruiken voor Nupedia.
  - 2021 - Humberto Tan is na twee jaar weer terug met een talkshow. De wekelijkse Humberto is op zondag op tv bij RTL 4. Louis van Gaal is zijn eerste gast.
  - 2024 - AVROTROS zendt op NPO 1 de eerste aflevering van het negende seizoen van het televisieprogramma DNA onbekend uit. De presentatie is in handen van Marlijn Weerdenburg.[3]
  - 2024 - BNNVARA zendt op NPO 2 de eerste aflevering van het televisieprogramma De Wereld in Ter Apel uit. De documentairereeks geeft een kijkje achter de deuren van het aanmeldcentrum voor asielzoekers in Ter Apel.[4]

- Kunst en cultuur
  - 1929 - Publicatie van de eerste strip van Kuifje.
  - 1999 - Ter gelegenheid van de zeventigjarige verjaardag van de eerste publicatie van het eerste Kuifjeverhaal, geeft de firma Casterman een herdruk uit van Tintin au pays des Soviets (Kuifje in het land van de Sovjets).

- Politiek
  - 1916 - Rusland opent een offensief in de Kaukasus tegen de Duitse troepen.
  - 1920 - Verdrag van de Volkenbond(Covenant of the League of Nations) in werking getreden.
  - 1972 - President Joseph-Désiré Mobutu van Zaïre verandert zijn naam in Sese Seko kuku Ngbendu wa za Banga, vrij vertaald "de sterke, krachtige leider die het land naar voorspoed zal brengen".
  - 1984 - Na 117 jaar knopen de Verenigde Staten en het Vaticaan weer diplomatieke banden aan.
  - 1985 - Daniel Ortega wordt geïnstalleerd als democratisch gekozen president van Nicaragua.
  - 2007 - Karim Masimov wordt de nieuwe premier van Kazachstan nadat de vorige regering enkele dagen daarvoor ontslag had genomen.
  - 2022 - Het kabinet Rutte IV wordt door koning Willem Alexander beëdigd op Paleis Noordeinde.

- Sport
  - 1979 - Biljarter Raymond Ceulemans en zwemster Carine Verbauwen worden in België uitgeroepen tot respectievelijk Sportman en Sportvrouw van het jaar 1978.
  - 1993 - Zwemster Franziska van Almsick scherpt in Peking haar eigen, vier dagen oude wereldrecord op de 100 meter vrije slag kortebaan (25 meter) aan tot 53,33.
  - 1999 - De Nederlandse darter Raymond van Barneveld wint in Frimley Green zijn tweede Embassy (tegenwoordig Lakeside), het wereldkampioenschap darts van de British Darts Organisation.
  - 2016 - Sven Kramer wordt voor de achtste keer Europees kampioen allround schaatsen.
  - 2025 - De tweede seizoenshelft van de Eredivisie is weer begonnen. De eerste 3 doelpunten van 2025 zijn gescoord door Jakob Breum van Go Ahead Eagles in Sittard bij Fortuna Sittard.
- Wetenschap en technologie
  - 1901 - In Texas wordt olie ontdekt.
  - 1946 - De US army verricht onder de naam "Project Diana" het eerste experiment ooit in de radioastronomie door radarpulsen naar de Maan te sturen en het teruggekaatste signaal weer te ontvangen (moonbouncing).[5]
  - 1990 - De McDonnell Douglas MD-11 (Straalvliegtuig) maakt zijn eerste vlucht.
  - 2023 - Lancering van LauncherOne van Virgin Orbit vanaf de gemodificeerde Boeing 747-400 Cosmic Girl voor de Start Me Up missie met 9 CubeSats waaronder de eerste satelliet van Oman. Deze lancering is de eerste van Brits grondgebied. Om onbekende technische redenen wordt de missie niet succesvol volbracht.[6][7][8]
  - 2023 - Lancering van een Falcon 9 raket van SpaceX vanaf Kennedy Space Center Lanceercomplex 40 voor de OneWeb #16 missie met 40 communicatiesatellieten die deel gaan uitmaken van de OneWeb constellatie.[9]
  - 2024 - SpaceX maakt bekend dat er op 8 januari 2024 voor het eerst succesvol SMS-berichten zijn ontvangen en verzonden via de op 3 januari 2024 gelanceerde Starlink satellieten die een mogelijkheid hebben om met mobiele telefoons te kunnen verbinden. Het bedrijf wil het aantal hiervoor geschikte satellieten snel uitbreiden en SMS-diensten in 2024 beschikbaar maken en spraak-, data en IoT diensten in 2025.[10]

## Geboren

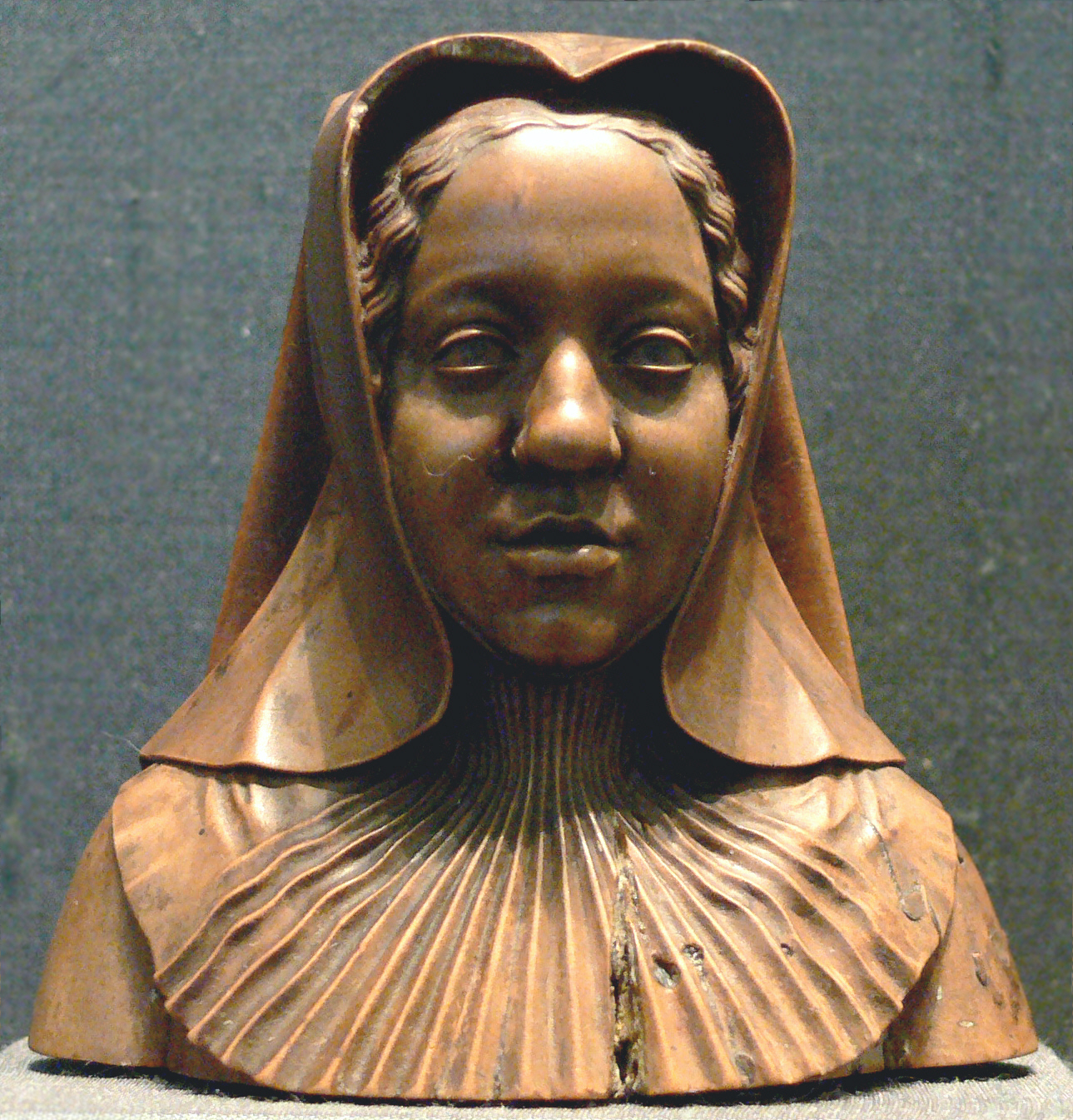
Margaretha van Oostenrijk, geboren in 1480

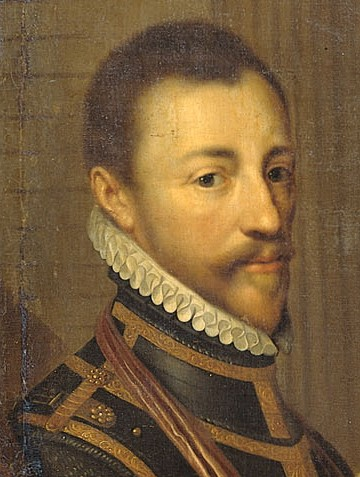
Lodewijk van Nassau,
geboren in 1538

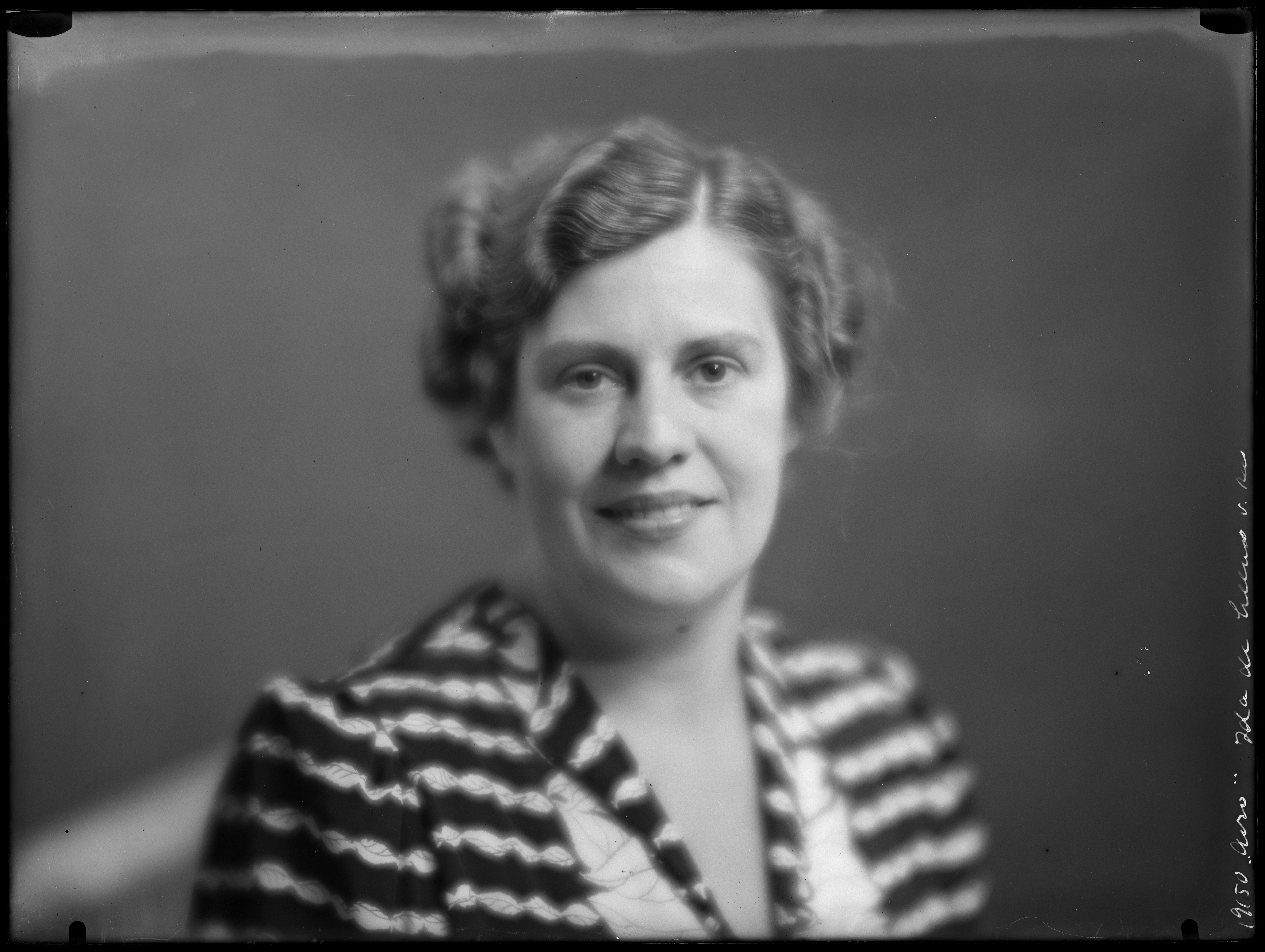
Ida de Leeuw van Rees,
geboren in 1902

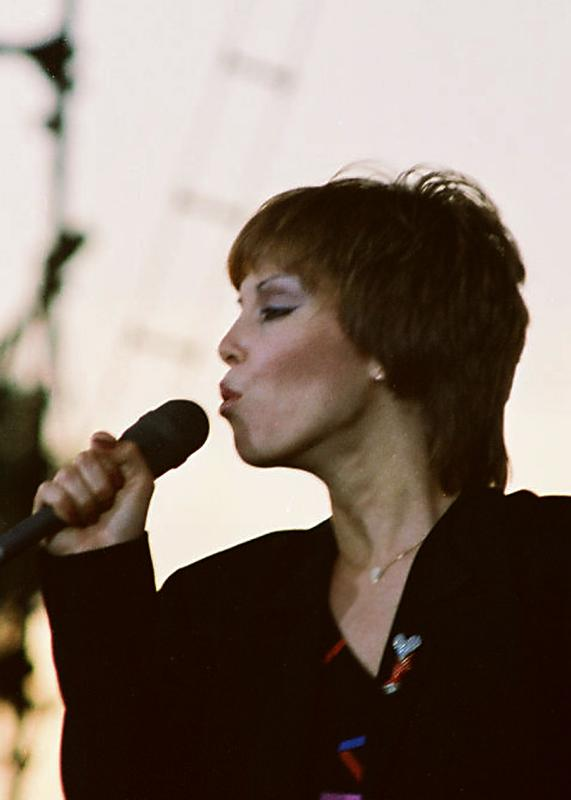
Pat Benatar,
geboren in 1953

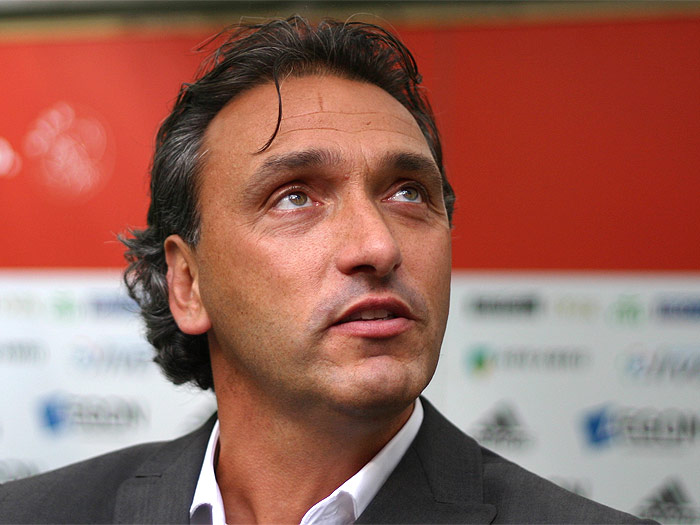
Robert Maaskant,
geboren in 1969

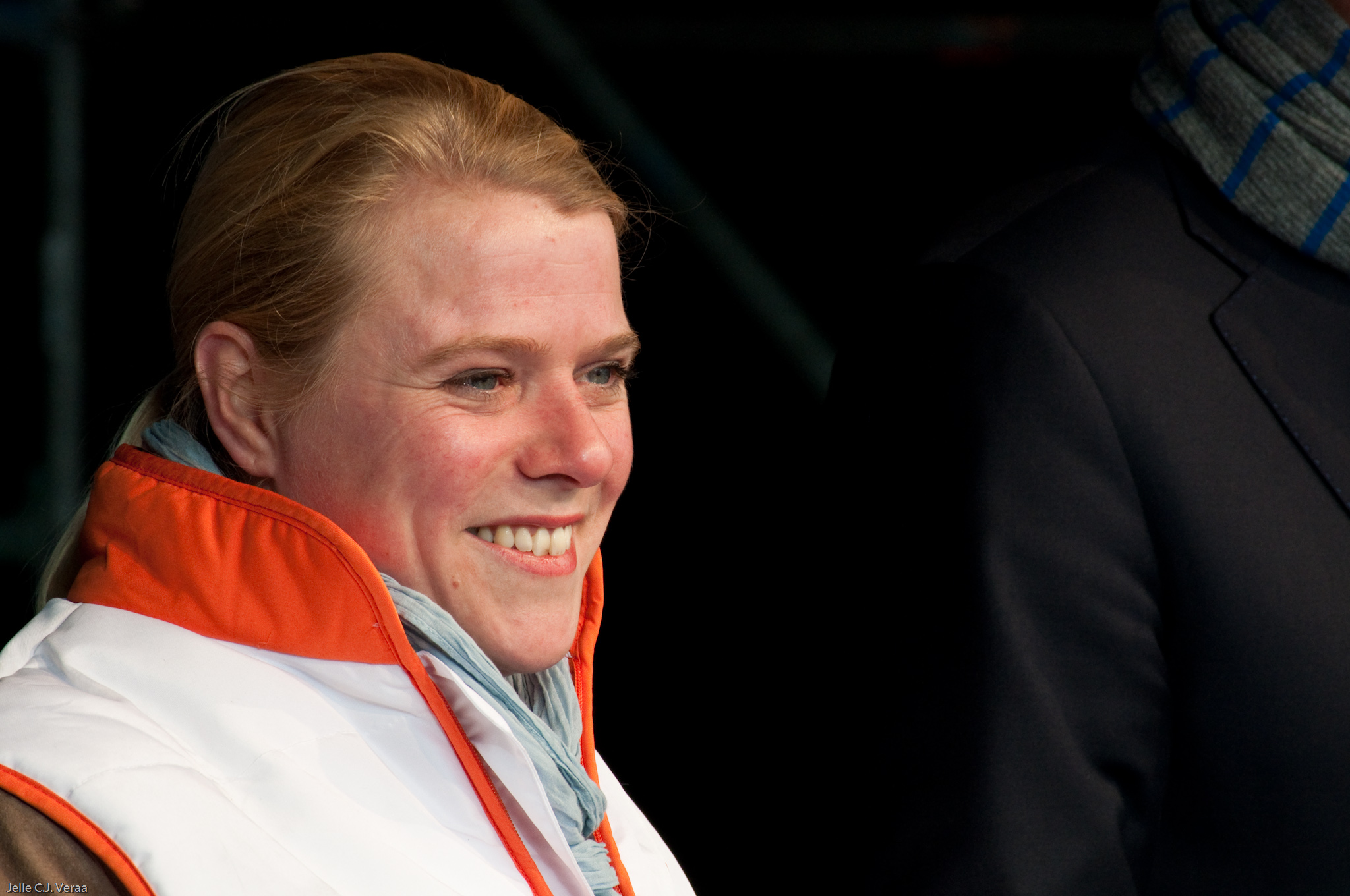
Anne-Wil Lucas-Smeerdijk,
geboren in 1975

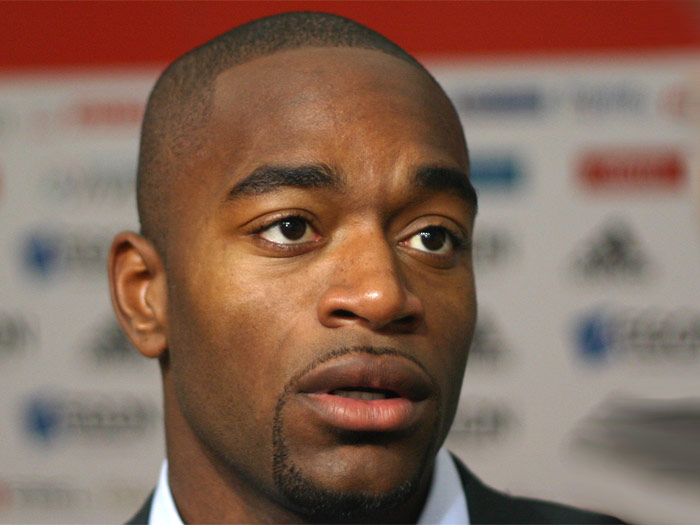
Kenneth Vermeer,
geboren in 1986

- 840 - Michaël III, keizer van het Byzantijnse Rijk (overleden 867)
- 1480 - Margaretha van Oostenrijk, landvoogdes der Nederlanden (overleden 1530)
- 1538 - Lodewijk van Nassau, Nederlands graaf (overleden 1574)
- 1573 - Simon Marius, Duits astronoom (overleden 1624)
- 1721 - Pierre Van Cortlandt, Amerikaans politicus (overleden 1814)
- 1769 - Michel Ney, Frans maarschalk (overleden 1815)
- 1780 - Martin Lichtenstein, Duits fysicus, onderzoeker en zoöloog (overleden 1857)
- 1797 - Annette von Droste-Hülshoff, Duits dichteres (overleden 1848)
- 1814 - Aubrey Thomas de Vere, Iers dichter en criticus (overleden 1902)
- 1816 - Jean Baptist van Hugenpoth tot den Beerenclauw, Nederlands schrijver (overleden 1877)
- 1843 - Jose de Luzuriaga, Filipijns rechter, suikerplantagehouder en revolutionair (overleden 1921)
- 1852 - Nicanor Padilla, Filipijns medicus en politicus (overleden 1936)
- 1876 - Jan Eisenloeffel, Nederlands kunstenaar (overleden 1957)
- 1880 - Paolo Giobbe, Italiaans internuntius in Nederland en curiekardinaal (overleden 1972)
- 1880 - Eduard Meijers, Nederlands rechtsgeleerde (overleden 1954)
- 1880 - Frans Van Cauwelaert, Belgisch politicus (overleden 1961)
- 1882 - Eugène Delporte, Belgisch astronoom (overleden 1955)
- 1883 - Francis X. Bushman, Amerikaans acteur (overleden 1966)
- 1889 - Gerry del Court van Krimpen, Nederlands golfer en golfbaanarchitect (overleden 1944)
- 1889 - Efrem Forni, Italiaans nuntius in België en curiekardinaal (overleden 1976)
- 1889 - Andreas Rinkel, Nederlands oudkatholiek aartsbisschop en hoogleraar (overleden 1979)
- 1893 - Lod. Lavki, Belgisch schrijver (overleden 1954)
- 1896 - Claudius Prinsen, Nederlands politicus (overleden 1952)
- 1897 - Lya De Putti, Hongaars actrice (overleden 1931)
- 1900 - Jan Eekhout, Nederlands schrijver, dichter en vertaler (overleden 1978)
- 1901 - Henning von Tresckow, Duits generaal (overleden 1944)
- 1902 - Ida de Leeuw van Rees, Nederlands modemaakster en omroepmedewerkster (overleden 1987)
- 1905 - Jaap Barendregt, Nederlands voetballer (overleden 1952)
- 1908 - Bernard Lee, Brits acteur (overleden 1981)
- 1909 - Federico Ezquerra, Spaans wielrenner (overleden 1986)
- 1911 - Henk van Riemsdijk, Nederlands president-directeur van Philips (overleden 2005)
- 1911 - Tjalie Robinson (Jan Boon), Nederlands journalist en schrijver (overleden 1974)
- 1913 - Franco Bordoni, Italiaans piloot en autocoureur (overleden 1975)
- 1913 - Gustáv Husák, Tsjecho-Slowaaks politicus (overleden 1991)
- 1913 - Mehmet Shehu, Albanees politicus (overleden 1981)
- 1914 - Pierre Cogan, Frans wielrenner (overleden 2013)
- 1915 - Joseph Galibardy, Indiaas hockeyer (overleden 2011)
- 1917 - Urbain Caffi, Frans wielrenner (overleden 1991)
- 1918 - Harry Merkel, Duits autocoureur (overleden 1995)
- 1922 - Ester Mägi, Estisch componiste (overleden 2021)
- 1924 - Max Roach, Amerikaans jazzdrummer (overleden 2007)
- 1925 - Arja Peters (Chinny van Erven), Nederlands schrijfster (overleden 1996)
- 1927 - Mies Bouhuys, Nederlands dichteres, scenario-, toneel- en kinderboekenschrijfster (overleden 2008)
- 1930 - Roy Edward Disney, Amerikaans zakenman (overleden 2009)
- 1931 - Viktor Liberman, Russisch violist en dirigent (overleden 1999)
- 1932 - Vainer Aurel, Roemeens politicus en econoom (overleden 2021)
- 1932 - Anton Houdijk, Nederlands burgemeester (overleden 2022)
- 1934 - Leonid Kravtsjoek, Oekraïens politicus; president 1991-1994 (overleden 2022)
- 1935 - Ronnie Hawkins, Amerikaans rockabilly-artiest (overleden 2022)
- 1935 - Sherrill Milnes, Amerikaans operabariton
- 1936 - Robert Woodrow Wilson, Amerikaans natuurkundige
- 1937 - Gianni Celati, Italiaans schrijver en vertaler (overleden 2022)
- 1938 - Rinus van den Bosch, Nederlands beeldhouwer, fotograaf, kunstschilder en tekenaar (overleden 1996)
- 1938 - Donald Knuth, Amerikaans informaticus
- 1939 - Harrie Geelen, Nederlands dichter, schrijver en illustrator
- 1939 - Sal Mineo, Amerikaans acteur (overleden 1976)
- 1939 - Marc Stassijns, Belgisch sportverslaggever (overleden 2017)
- 1942 - Jaime Graça, Portugees voetballer (overleden 2012)
- 1943 - Jim Croce, Amerikaans zanger (overleden 1973)
- 1943 - Joseph Massino, Amerikaans crimineel (overleden 2023)
- 1944 - Frank Sinatra jr., Amerikaans zanger en orkestleider (overleden 2016)
- 1945 - Rod Stewart, Brits zanger
- 1946 - Chris Hartjes, Nederlands voetballer
- 1946 - Ot Louw, Nederlands filmeditor (overleden 2021)
- 1946 - Jos Punt, Nederlands theoloog en bisschop
- 1947 - Tullio Lanese, Italiaans voetbalscheidsrechter (overleden 2025)
- 1947 - Olga Madsen, Nederlands cineaste en televisieproducente (overleden 2011)
- 1947 - Peer Steinbrück, Duits politicus
- 1947 - Paul Breyne, Belgisch politicus en gouverneur
- 1948 - Donald Fagen, Amerikaans muzikant
- 1948 - Theo Griekspoor, Nederlands organist
- 1948 - Henk van Rooij, Nederlands voetballer (overleden 2024)
- 1948 - Bernard Thévenet, Frans wielrenner
- 1949 - Kemal Derviş, Turks econoom, politicus en bestuurder (overleden 2023)
- 1949 - George Foreman, Amerikaans bokser en evangelist (overleden 2025)
- 1949 - Linda Lovelace (Linda Boreman), Amerikaans pornoactrice (overleden 2002)
- 1951 - Peer Maas, Nederlands wielrenner
- 1953 - Pat Benatar, Amerikaans zangeres
- 1953 - Richard Domba Mady, Congolees bisschop (overleden 2021)
- 1953 - William Millerson, Curaçaos politicus en karateka (overleden 2020)
- 1953 - Bobby Rahal, Amerikaans autocoureur
- 1954 - François Kevorkian, Frans-Amerikaans dj
- 1955 - Choren Hovhannesjan, Sovjet-Armeens voetballer en trainer
- 1955 - Michael Schenker, Duits gitarist
- 1955 - Franco Tancredi, Italiaans voetballer
- 1956 - Antonio Muñoz Molina, Spaans schrijver
- 1956 - Ruud Nederveen, Nederlands politicus
- 1957 - Grace Tanamal, Nederlands politica
- 1958 - Eddie Cheever, Amerikaans autocoureur
- 1958 - Garry Cook, Brits atleet
- 1958 - Frank Finkers, Nederlands dialectoloog, liedtekstschrijver en Neerlandicus
- 1958 - Marc Lauwrys, Belgisch acteur en regisseur
- 1959 - Chandra Cheeseborough, Amerikaans atlete
- 1959 - Maurizio Sarri, Italiaans voetbalcoach
- 1960 - Samira Said, Marokkaans zangeres
- 1960 - Jurrie Koolhof, Nederlands voetbaltrainer (overleden 2019)
- 1960 - Claudia Losch, Duits atlete
- 1961 - William Ayache, Frans voetballer
- 1963 - Kira Ivanova, Russisch kunstschaatsster (overleden 2001)
- 1964 - Bart Oomen, Nederlands acteur
- 1965 - Choi Dae-shik, Zuid-Koreaans voetballer (overleden 2024)
- 1965 - Ian McConnachie, Brits motorcoureur
- 1966 - Dariusz Grzesik, Pools voetballer
- 1966 - Thiyagarajah Maheswaran, Sri Lankaans parlementslid (overleden 2008)
- 1967 - Trini Alvarado, Amerikaans actrice
- 1967 - Jan Åge Fjørtoft, Noors voetballer
- 1968 -  Keziah Jones (Olufemi Sanyaolu),  Nigeriaans zanger en gitarist
- 1968 - Lyle Menendez, Amerikaans veroordeelde moordenaar
- 1968 - Michel Zanoli, Nederlands wielrenner (overleden 2003)
- 1969 - Robert Maaskant, Nederlands voetballer en voetbaltrainer
- 1970 - Aliona van der Horst, Nederlands cineaste
- 1970 - Alisa Marić, Servisch schaakster
- 1971 - Rudi Istenič, Sloveens voetballer
- 1971 - Theuns Jordaan, Zuid-Afrikaans zanger (overleden 2021)
- 1971 - Nick Radkewich, Amerikaans triatleet
- 1971 - Rudi Vanlancker, Belgisch atleet
- 1972 - Mohammed Benzakour, Nederlands publicist, columnist, schrijver en dichter
- 1974 - Steve Marlet, Frans voetballer
- 1974 - Bob Peeters, Belgisch voetballer
- 1975 - Nevil Dede, Albanees voetballer
- 1975 - Anne-Wil Lucas, Nederlands politica en Tweede Kamerlid
- 1976 - Remy Bonjasky, Nederlands-Surinaams vechtsporter
- 1976 - Marlon Pérez, Colombiaans wielrenner (overleden 2024)
- 1977 - Joris Van Hout, Belgisch voetballer
- 1977 - Noel Malicdem, Filipijns darter
- 1977 - Michelle O'Neill, Noord-Iers politica
- 1978 - Kurt Van De Paar, Belgisch voetballer
- 1980 - Nelson Cuevas, Paraguayaans voetballer
- 1980 - Bernat Martínez, Spaans motorcoureur (overleden 2015)
- 1980 - Aleksandr Pogorelov, Russisch atleet
- 1981 - Tamta Godoeadze, Georgisch zangeres
- 1981 - Hayden Roulston, Nieuw-Zeelands wielrenner
- 1982 - Mohamed El Yamani, Egyptisch voetballer
- 1982 - Pieter-Jan Postma, Nederlands zeiler
- 1983 - Rob Craeghs, Belgisch handballer
- 1983 - Danilo Dirani, Braziliaans autocoureur
- 1983 - David Elm, Zweeds voetballer
- 1984 - Solomon Bushendich, Keniaans atleet
- 1984 - Marouane Chamakh, Marokkaans voetballer
- 1984 - Dex Elmont, Nederlands judoka
- 1984 - Ariane Friedrich, Duits atlete
- 1984 - Davit Kajaia, Georgisch autocoureur
- 1984 - Nando Rafael, Duits voetballer
- 1985 - Chuang Chia-jung, Taiwanees tennisster
- 1985 - Bader Al-Muttwa, Koeweits voetballer
- 1985 - Mark Korir, Keniaans atleet
- 1985 - Anette Sagen, Noors schansspringster
- 1986 - Rutger van den Broek, Nederlands schrijver
- 1986 - Kirsten Flipkens, Belgisch tennisster
- 1986 - Suzanne Harmes, Nederlands turnster
- 1986 - Kenneth Vermeer, Nederlands voetballer
- 1987 - César Cielo, Braziliaans zwemmer
- 1987 - Vicente Guaita, Spaans voetballer
- 1987 - Roel Stoffels, Nederlands voetballer
- 1988 - Leonard Patrick Komon, Keniaans atleet
- 1988 - Marvin Martin, Frans voetballer
- 1989 - Conor Dwyer, Amerikaans zwemmer
- 1989 - Ali Gabr, Egyptisch voetballer
- 1989 - Jasmin Kurtić, Sloveens voetballer
- 1989 - Michail Politsjoek, Russisch zwemmer
- 1990 - Jeroen D'hoedt, Belgisch atleet
- 1990 - Wilhelm Ingves, Fins voetballer
- 1990 - Stefano Lilipaly, Indonesisch-Nederlands voetballer
- 1990 - Calum Mallace, Schots voetballer
- 1990 - Amin Nouri, Noors voetballer
- 1990 - Richard Philippe, Frans autocoureur (overleden 2018)
- 1990 - Stefan Šćepović, Servisch voetballer
- 1991 - Hayri Pinarci, Nederlands voetballer
- 1991 - Dennis Wegner, Duits voetballer
- 1992 - Hannes van Asseldonk, Nederlands autocoureur
- 1992 - Christian Atsu, Ghanees voetballer (overleden 2023)
- 1992 - Kemar Bailey-Cole, Jamaicaans atleet
- 1992 - Muhammet Demir, Turks voetballer
- 1992 - Menno van Elsas, Nederlands voetballer
- 1992 - Emmanuel Frimpong, Ghanees voetballer
- 1992 - Daniel Godelli, Albanees gewichtheffer
- 1992 - Jonas Vervaeke, Belgisch voetballer
- 1992 - Šime Vrsaljko, Kroatisch voetballer
- 1993 - Jens Jønsson, Deens voetballer
- 1993 - Ryan Klapp, Luxemburgs voetballer
- 1993 - Marcel Tisserand, Frans voetballer
- 1994 - Mohammed Aman, Ethiopisch atleet
- 1994 - Maddie Bowman, Amerikaans freestyleskiester
- 1994 - John Jairo Cruz, Costa Ricaans voetballer
- 1994 - Faith Chepngetich Kipyegon, Keniaans atlete
- 1994 - Ewan McVicar, Schots dj en muziekproducent
- 1994 - Jonas Omlin, Zwitsers voetballer
- 1994 - Tim Payne, Nieuw-Zeelands voetballer
- 1995 - Stan Bijl, Nederlands voetballer
- 1995 - Tan Sixin, Chinees gymnaste
- 1995 - Mohamed Buya Turay, Sierra Leoons voetballer
- 1996 - Andrea Migno, Italiaans motorcoureur
- 1996 - Damien Mouchamps, Belgisch voetballer
- 1996 - Andi Naude, Canadees freestyleskiester
- 1996 - Ahmed Sayed, Egyptisch voetballer
- 1996 - Vincent Schmidt, Nederlands voetballer
- 1997 - Vakoun Issouf Bayo, Ivoriaans voetballer
- 1997 - Ibrahim El Ansri, Belgisch voetballer
- 1997 - Aimi Kunitake, Japans voetballer
- 1997 - Bart Meijers, Nederlands voetballer
- 1997 - Akash Nandy, Maleisisch autocoureur
- 1997 - Maarten Peijnenburg, Nederlands voetballer
- 1997 - Joe Worrall, Engels voetballer
- 1998 - Giacomo Ballabio, Italiaans wielrenner
- 1998 - Maayke Tjin A-Lim, Nederlands atlete
- 1999 - Youssouf Fofana, Frans voetballer
- 1999 - Mason Mount, Engels voetballer
- 1999 - Annalena Rieke, Duits voetbalster
- 1999 - Mitsuki Saito, Japans voetballer
- 2000 - Erik Botheim, Noors voetballer
- 2000 - Pirmin Werner, Zwitsers freestyleskiër
- 2001 - Ján Bernát, Slowaaks voetballer
- 2001 - Michael Mulder, Nederlands voetballer
- 2002 - Andri Baldursson, IJslands voetballer
- 2002 - Capita, Angolees voetballer
- 2002 - Ansgar Knauff, Duits voetballer
- 2002 - Oscar Nilsson-Julien, Brits-Frans wielrenner
- 2002 - Lorenzo Offermann, Belgisch voetballer
- 2002 - Max de Waal, Nederlands voetballer
- 2003 - Vic Chambaere, Belgisch voetballer
- 2004 - Nnamdi Collins, Duits-Nigeriaans voetballer
- 2005 - Jørgen Nordhagen, Noors wielrenner
- 2006 - Djennah Cherif, Marokkaans-Nederlands voetbalster
- 2006 - Zara Kramžar, Sloveens voetbalster

## Overleden

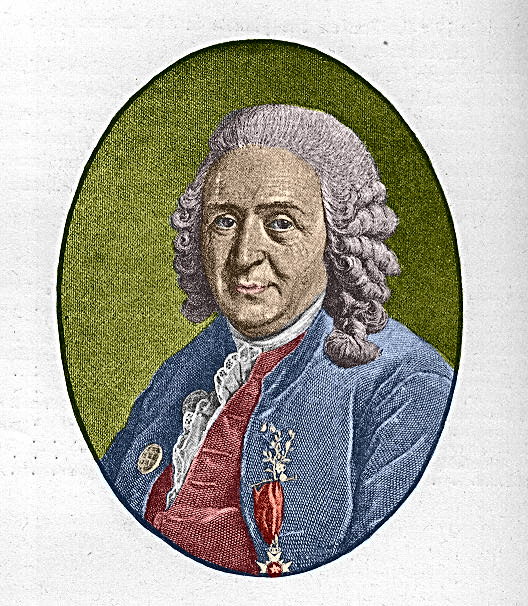
Carl Linnaeus
overleden in 1778

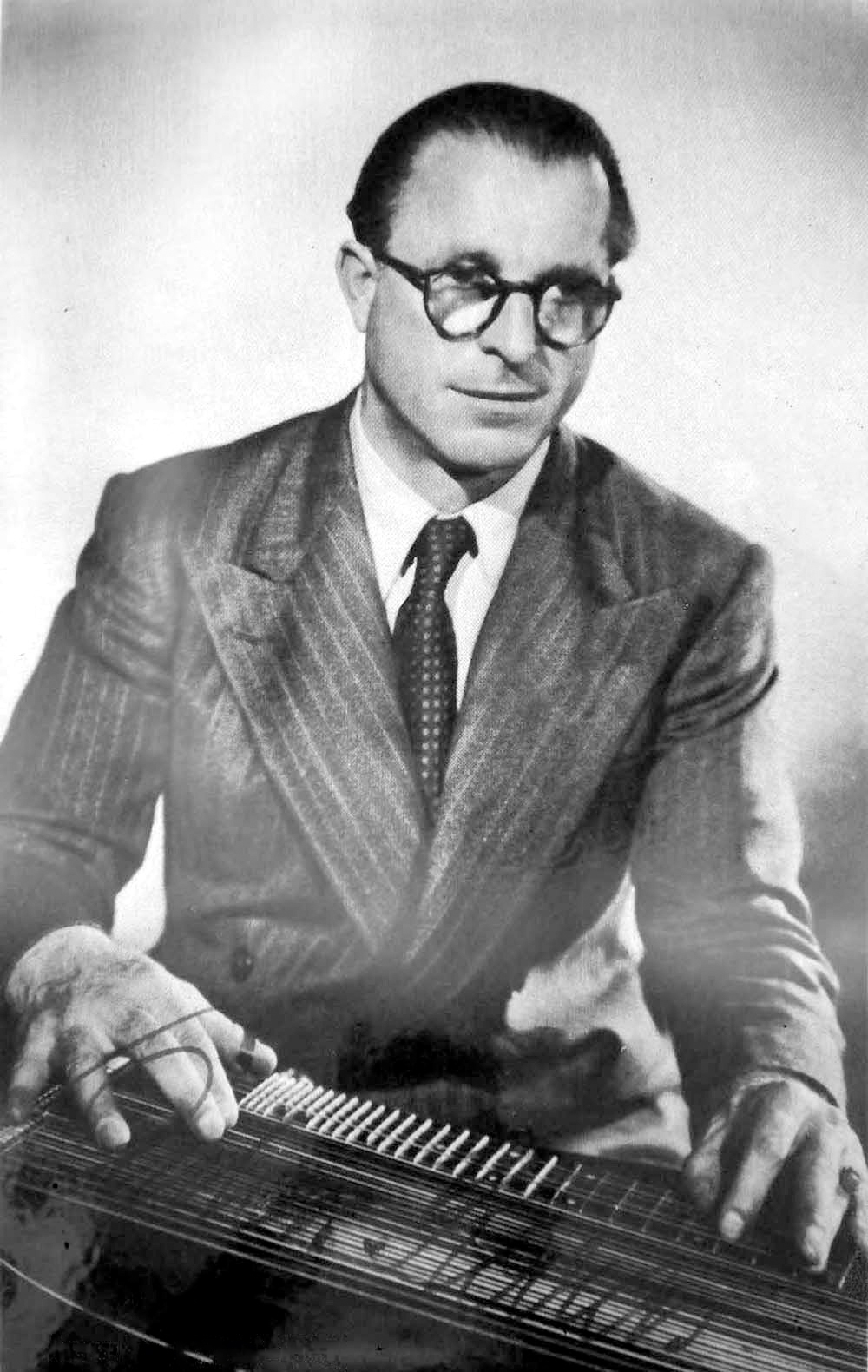
Anton Karas
overleden in 1985

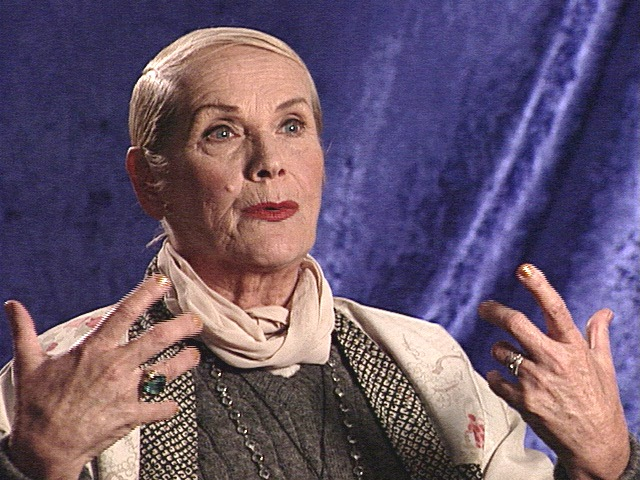
Maila Nurmi
overleden in 2008

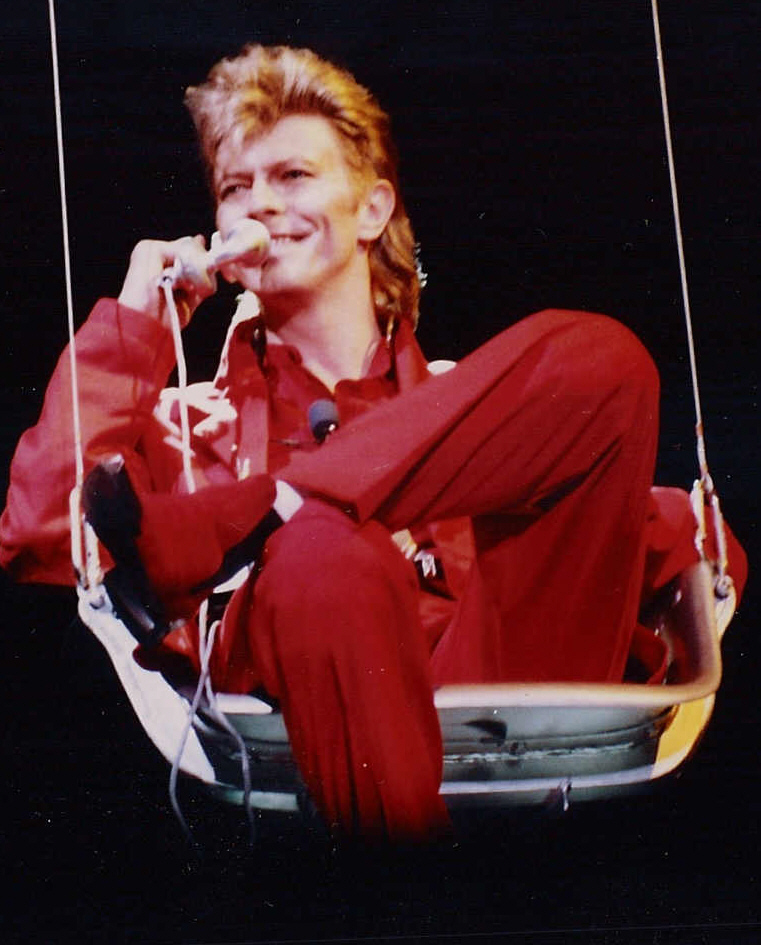
David Bowie
overleden in 2016

- 681 - Agatho, paus van de Katholieke Kerk
- 1152 - Theobald IV van Blois (62), tweede zoon van Stefanus II van Blois en van Adela van Engeland
- 1674 - Jacob de Witt (84), vader van Johan en Cornelis de Witt
- 1775 - Jemeljan Poegatsjov (32 of 34), Russisch opstandeling
- 1778 - Carl Linnaeus (71) (Carl von Linné), Zweeds bioloog
- 1794 - Johann Georg Adam Forster (39), Duits antropoloog, botanicus, essayist, geograaf, revolutionair en wereldreiziger
- 1824 - Victor Emanuel I (64), koning van Sardinië
- 1828 - Henri Daniel Guyot (74), Nederlands predikant, oprichter doveninstituut
- 1833 - Adrien-Marie Legendre (80), Frans wiskundige
- 1848 - Jacques-Oudart Fourmentin (83), Frans kaper
- 1851 - Henri Liefmans (70), Belgisch politicus
- 1895 - Benjamin Godard (45), Frans componist
- 1917 - Buffalo Bill (70), Amerikaan uit het Wilde Westen
- 1917 - Joseph Willem Jan Carel Marie van Nispen tot Sevenaer (55), Nederlands politicus
- 1921 - Raymond Thorne (33), Amerikaans zwemmer
- 1933 - Simon Zeisel (78), Tsjechisch scheikundige
- 1934 - Marinus van der Lubbe (24), Nederlands communist
- 1935 - Teddy Flack (62), Australisch atleet en tennisser
- 1939 - Robert Farnan (61), Amerikaans roeier
- 1945 - August Vermeylen (72), Belgisch schrijver, kunsthistoricus en politicus
- 1949 - Othon Friesz (69), Frans kunstschilder
- 1951 - Sinclair Lewis (66), Amerikaans schrijver
- 1954 - Fred Raymond (53), Oostenrijks componist
- 1961 - Dashiell Hammett (66), Amerikaans schrijver
- 1967 - Charles E. Burchfield (73), Amerikaans kunstschilder
- 1970 - Pavel Beljajev (44), Russisch kosmonaut
- 1971 - Coco Chanel (87), Frans modeontwerpster
- 1971 - Ignazio Giunti (29), Italiaans autocoureur
- 1972 - Sverre Jordan (82), Noors componist/dirigent
- 1973 - Felix Meskens (66), Belgisch atleet
- 1976 - Howlin' Wolf (65), Amerikaans bluesmuzikant
- 1977 - Jean Taris (67), Frans zwemmer
- 1980 - Louis Doedel (74), Surinaams vakbondsleider
- 1984 - Nic Loning (58), Nederlands kunstenaar
- 1985 - Anton Karas (78), Oostenrijks citerspeler en componist
- 1986 - Ernst Lehner (73), Duits voetballer en trainer
- 1986 - Jaroslav Seifert (84), Tsjechisch schrijver, dichter en journalist
- 1988 - Hilde Bussmann (73), Duits tafeltennisster
- 1989 - Herbert Morrison (83), Amerikaans radioverslaggever
- 1990 - Lei Molin (72), Nederlands kunstschilder
- 1992 - Roberto Bonomi (72), Argentijns autocoureur
- 1994 - Ien Dales (62), Nederlands politica
- 2003 - Júlio Botelho (Julinho) (73), Braziliaans voetballer
- 2005 - James Forman (76), Amerikaans burgerrechtenleider
- 2005 - Prinses Josephine Charlotte van België (77), moeder van groothertog Hendrik van Luxemburg
- 2005 - José Manuel Pérez (41), Spaans motorcrosser
- 2005 - Werner Quintens (67), Belgisch geestelijke
- 2005 - Jan Schotte (76), Belgisch kardinaal
- 2007 - Herman Bode (81), Nederlands vakbondsman
- 2007 - Carlo Ponti (94), Italiaans filmproducent
- 2008 - Herman Sandberg (89), Nederlands journalist
- 2008 - Maila Nurmi (Vampira) (86), Amerikaans televisie- en filmster
- 2009 - Coosje van Bruggen (66), Nederlands-Amerikaans beeldhouwer
- 2009 - Georges Cravenne (94), Frans filmproducent
- 2009 - Bill Stone (108), Engels oorlogsveteraan
- 2009 - Elżbieta Zawacka (99), Pools vrijheidsstrijder
- 2010 - Wien van den Brink (64), Nederlands varkenshouder, vakbondsbestuurder en politicus
- 2011 - John Dye (47), Amerikaans acteur
- 2011 - María Elena Walsh (80), Argentijns schrijfster
- 2013 - Christel Adelaar (77), Nederlands actrice en zangeres
- 2013 - Antonino Calderone (77), Italiaans maffioso
- 2013 - Johannes Hoorn (63), Nederlands dominee
- 2013 - Jorge Selarón (65), Chileens (trappen)kunstenaar
- 2014 - Vugar Gashimov (27), Azerbeidzjaans schaakgrootmeester
- 2014 - Frouwke Laning-Boersema (76), Nederlands politica en huisarts
- 2014 - Zbigniew Messner (84), Pools econoom en politicus
- 2014 - Ian Redford (53), Schots voetballer
- 2014 - Allard van der Scheer (85), Nederlands acteur
- 2015 - Brian Clemens (83), Brits scriptschrijver en televisieproducent
- 2015 - Tim Drummond (74), Amerikaans sessiemuzikant
- 2015 - Frederik H. Kreuger (86), Nederlands ingenieur, hoogleraar en schrijver
- 2015 - Junior Malanda (20), Belgisch voetballer
- 2015 - Taylor Negron (57), Amerikaans acteur, scenarioschrijver en stand-upcomedian
- 2015 - Francesco Rosi (92), Italiaans filmregisseur
- 2015 - Inge Vermeulen (30), Braziliaans-Nederlands hockeyster
- 2016 - Abbas Bahri (61), Tunesisch wiskundige
- 2016 - Wim Bleijenberg (85), Nederlands voetballer
- 2016 - Bård Breivik (67), Noors beeldhouwer en installatiekunstenaar
- 2016 - David Bowie (David Jones) (69), Engels popartiest
- 2016 - Cornelis Zitman (89), Nederlands beeldhouwer
- 2017 - Leonard French (88), Australisch kunstenaar
- 2017 - Roman Herzog (82), president van Duitsland
- 2017 - Buddy Greco (90), Amerikaans zanger en pianist
- 2017 - Oliver Smithies (91), Brits-Amerikaans geneticus
- 2018 - Leopold Ahlsen (90), Duits schrijver en theaterregisseur
- 2018 - Eddie Clarke (67), Brits gitarist
- 2018 - Lies Lefever (37), Belgisch comédienne
- 2019 - Oscar van den Bosch (90), Nederlands burgemeester
- 2019 - Patrick Eyk (52), Nederlands wielrenner
- 2019 - Alfredo del Mazo González (75), Mexicaans politicus
- 2020 - Werther Vander Sarren (78), Belgisch acteur
- 2020 - Qaboes bin Said Al Said (79), Sultan van Oman
- 2021 - Christopher Maboulou (30), Frans voetballer
- 2021 - Joop Mulder (67), Nederlands ondernemer en festivalproducent
- 2021 - Hans van Nauta Lemke (96), Nederlands elektrotechnisch ingenieur en onderwijsbestuurder
- 2021 - Julie Strain (58), Amerikaans actrice en model
- 2022 - Deon Lendore (29), Trinidadiaans atleet
- 2022 - Shinji Mizushima (82), Japans mangaka
- 2022 - Margherita van Savoye-Aosta (91), Italiaans prinses
- 2023 - Jeff Beck (78), Brits gitarist
- 2023 - Dennis Budimir (84), Amerikaans jazzgitarist
- 2023 - Constantijn II van Griekenland (82), laatste koning van Griekenland
- 2023 - Jean Gevenois (91), Belgisch politicus
- 2023 - Ireneus I van Jeruzalem (83), Grieks-orthodox patriarch van Jeruzalem
- 2023 - George Pell (81), Australisch kardinaal
- 2023 - Roy Frederick Schwitters (78), Amerikaans hoogleraar natuurkunde
- 2024 - Terry Bisson (81), Amerikaans sciencefiction- en fantasyschrijver
- 2024 - Nico Brandsen (63), Nederlands toetsenist
- 2024 - Marc Chavannes (77), Nederlands journalist
- 2024 - Tisa Farrow (72), Amerikaans actrice
- 2025 - Cees Bakker (85), Nederlands burgemeester
- 2025 - Thelma Hopkins (88), Brits atlete
- 2025 - Cees Bakker (85), Nederlands burgemeester
- 2025 - Wynand Havenga (59), Zuid-Afrikaans darter
- 2025 - Thelma Hopkins (88), Brits atlete
- 2025 - Sam Moore (89), Amerikaans soulzanger
- 2025 - Theo Rongen (81), Nederlands politicus
- 2025 - Reto Stiffler (84), Zwitsers zakenman

## Viering/herdenking
- Rooms-katholieke kalender:
  - Heilige Anna der Engelen Monteguado († 1686)
  - Heilige Guillaume van Bourges († 1209)
  - Heilige Diarmaid van Innis-Closran († c. 542)
  - Heilige Agatho († 681)
  - Heilige (Francesca) Leonie Aviat († 1914)
  - Heilige Paul(us) van Thebe (de Heremiet) († 341)
  - Zalige Gregorius X († 1276)
- Oosters Orthodoxe kalender:
  - Heilige Theophan de Kluizenaar († 1894)

## Weerextremen

### Nederland
| | Officiële records | Officiële records | Officiële records |      | Landelijke records | Landelijke records | Landelijke records |
| Gebeurtenis | Jaar              | Extreem           | Locatie           | Jaar | Extreem            | Locatie            |                    |
| --- | ----------------- | ----------------- | ----------------- | ---- | ------------------ | ------------------ | ------------------ |
| Laagste etmaalgemiddelde temperatuur (°C) | 1963              | −11,2             | De Bilt           |      | 1963               | −14,4              | Leeuwarden         |
| Hoogste etmaalgemiddelde temperatuur (°C) | 1936              | 11,4              | De Bilt           |      | 2005               | 11,7               | Heino              |
| Laagste minimumtemperatuur (°C) | 1985              | −15,6             | De Bilt           |      | 1963               | −18,7              | Leeuwarden         |
| Hoogste minimumtemperatuur (°C) | 1936              | 9,6               | De Bilt           |      | 1921               | 10,0               | Vlissingen         |
| Laagste maximumtemperatuur (°C) | 1963              | −7,9              | De Bilt           |      | 1963               | −9,5               | Leeuwarden         |
| Hoogste maximumtemperatuur (°C) | 2007              | 13,4              | De Bilt           |      | 2005               | 14,7               | Arcen              |
| Hoogste uurgemiddelde windsnelheid (m/s) | 1946              | 17,0              | De Bilt           |      | 1995               | 25,2               | Huibertgat         |
| Hoogste windstoot (m/s) | 1993              | 24,7              | De Bilt           |      | 1995               | 34,0               | Hoorn Terschelling |
| Langste zonneschijnduur (uur) | 1940              | 7,2               | De Bilt           |      | 1960               | 7,6                | Vlissingen         |
| Langste neerslagduur (uur) | 1988              | 15,5              | De Bilt           |      | 2010               | 19,0               | Leeuwarden         |
| Hoogste etmaalsom van de neerslag (mm) | 1920              | 12,6              | De Bilt           |      | 1961               | 22,6               | Eelde              |
| Laagste etmaalgemiddelde relatieve vochtigheid (%) | 2024              | 60                | De Bilt           |      | 1940               | 51                 | Maastricht         |
| Laagste uurwaarde luchtdruk op zeeniveau (hPa) | 1979              | 977,2             | De Bilt           |      | 1958               | 976,5              | Vlissingen         |
| Hoogste uurwaarde luchtdruk op zeeniveau (hPa) | 1940              | 1042,3            | De Bilt           |      | 1940               | 1044,2             | Eelde              |
| Officiële records worden altijd gemeten op het KNMI-weerstation in De Bilt. Landelijke records kunnen worden gemeten op elk officieel KNMI-weerstation in Nederland. |                   |                   |                   |      |                    |                    |                    |

Uitzonderlijke gebeurtenissen
- 1982 - Officieel laagste minimumtemperatuur in °C van het jaar gemeten in De Bilt: −13,6
- 2024 - Officieel laagste etmaalgemiddelde temperatuur in °C van het jaar gemeten in De Bilt: −3,2 (voorlopig). Samen met 9 januari
- 2024 - Landelijk laagste etmaalgemiddelde temperatuur in °C van het jaar gemeten in Maastricht: −5,5 (voorlopig)
- 2024 - Officieel laagste etmaalgemiddelde temperatuur in °C van januari dit jaar gemeten in De Bilt: −3,2 (voorlopig). Samen met 9 januari
- 2024 - Landelijk laagste etmaalgemiddelde temperatuur in °C van januari dit jaar gemeten in Maastricht: −5,5 (voorlopig)

### België
Dagrecords
- 1861 - Laagste etmaalgemiddelde temperatuur −10,7 °C
- 2007 - Hoogste etmaalgemiddelde temperatuur 12,7 °C
- 1861 - Laagste minimumtemperatuur −15,8 °C
- 2007 en 2005 - Hoogste maximumtemperatuur 13,6 °C
- 1885 - Hoogste etmaalsom van de neerslag 24,2 mm

Uitzonderlijke gebeurtenissen
- 1965: Erge overstromingen in Laag-België.
- 1997: Koudste eerste januari-decade van de eeuw in Ukkel: gemiddelde temperatuur −7,1 °C.

<< · 1 · 2 · 3 · 4 · 5 · 6 · 7 · 8 · 9 · 10 · 11 · 12 · 13 · 14 · 15 · 16 · 17 · 18 · 19 · 20 · 21 · 22 · 23 · 24 · 25 · 26 · 27 · 28 · 29 · 30 · 31 · >>